# Gießener Professorengalerie
Die Gießener Professorengalerie ist eine Gemäldesammlung der Justus-Liebig-Universität Gießen. Sie enthält die in Auftragsmalerei entstandenen Bildnisse von ehemaligen Professoren, Kanzlern, Rektoren und weiteren mit der Universität verbundenen Personen.

## Sammlung
Die Sammlung bestand ursprünglich aus 108 Porträts von Gießener Professoren aus der Zeit vom zweiten Viertel des 17. Jahrhunderts bis zum Ende des 18. Jahrhunderts, von denen im Zweiten Weltkrieg zwei vernichtet wurden. Das älteste Gemälde stammt aus dem Jahr 1629, als die Gießener Universität wegen der Pest und wegen des Dreißigjährigen Krieges vorübergehend nach Marburg umgezogen war. Von den erhaltenen 106 jeweils 60 × 75 cm großen Ölgemälden hängen heute 104 im Senatssaal des Universitäts-Hauptgebäudes. Sie können sieben Malern zugeordnet werden. Es gibt Porträts von Professoren aller vier an den frühneuzeitlichen Universitäten üblichen Fakultäten: 25 Gemälde von Theologen (darunter ein unbekannter), 28 Gemälde von Juristen, 19 Gemälde von Medizinern und 31 Porträts von Philosophen (darunter zwei unbekannte) sowie das Porträt des Universitätssekretärs Riedel.

## Gemälde (Auswahl)

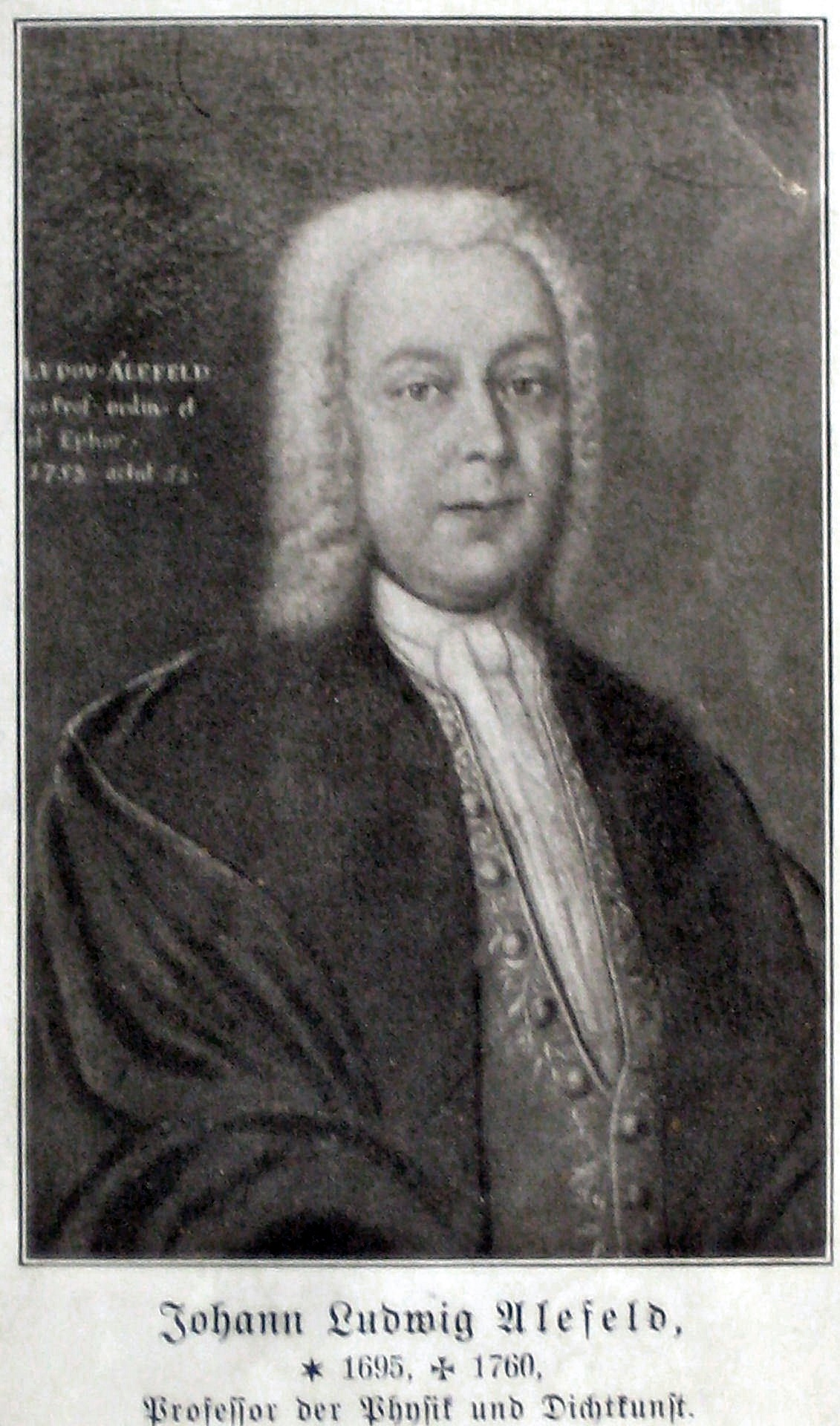
Johann Ludwig Alefeld
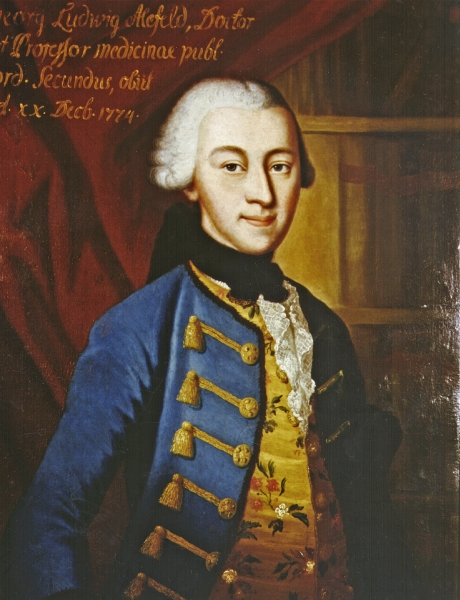
Georg Ludwig Alefeld
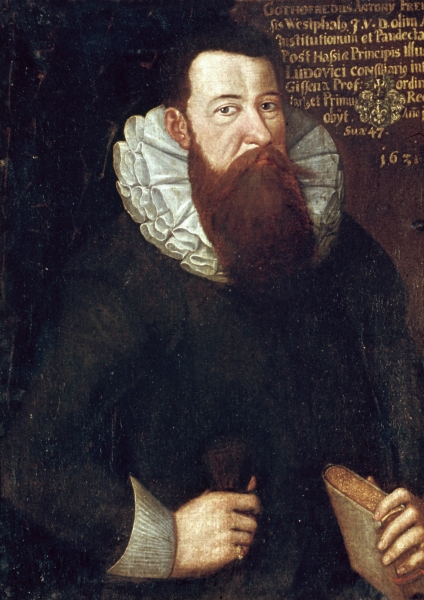
Gottfried Anton
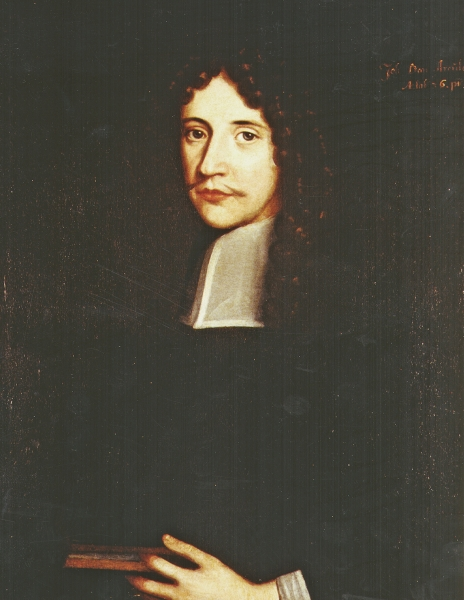
Johann Daniel Arcularius
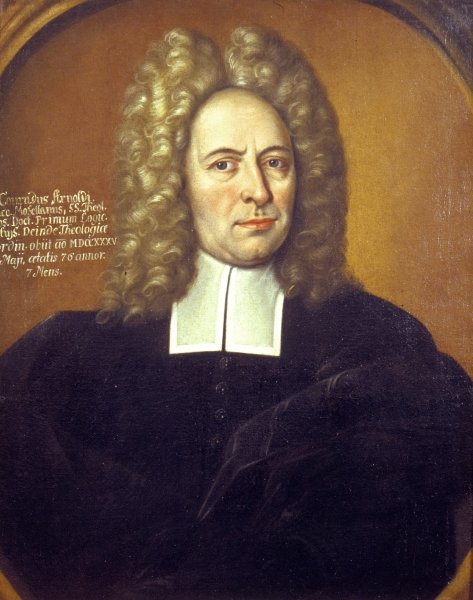
Johann Konrad Arnoldi
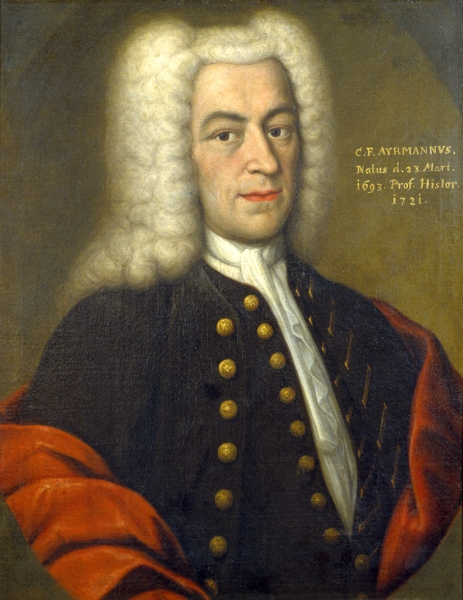
Christoph Friedrich Ayrmann
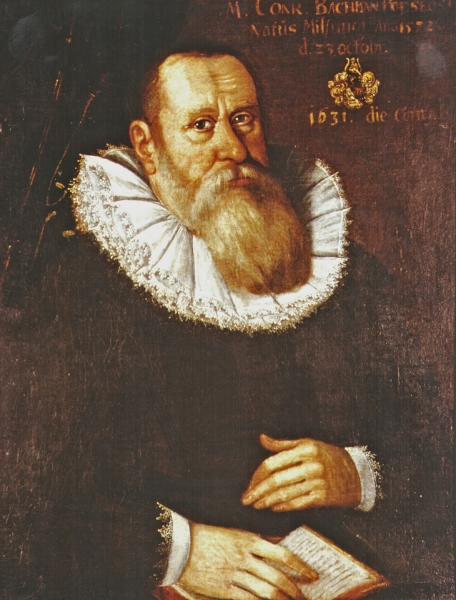
Konrad Bachmann
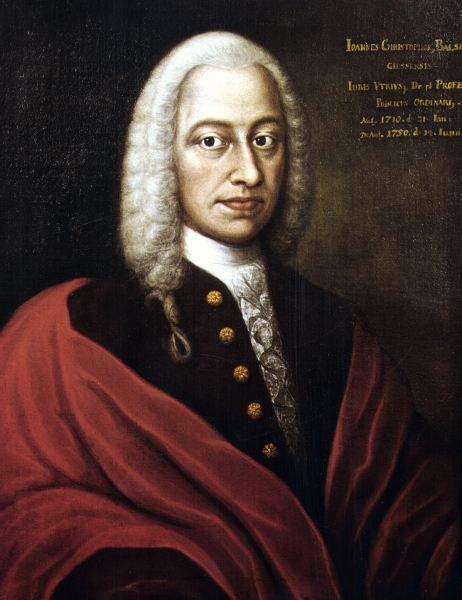
Johann Christoph Balser
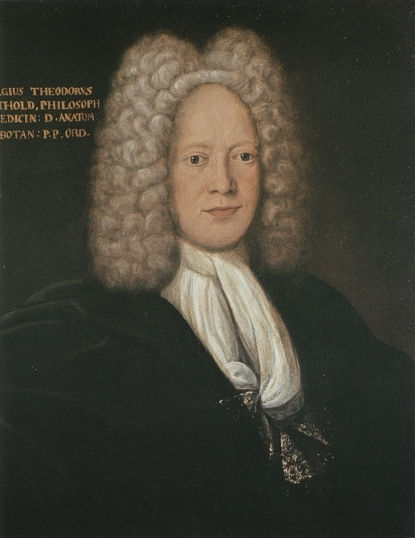
Georg Theodor Barthold
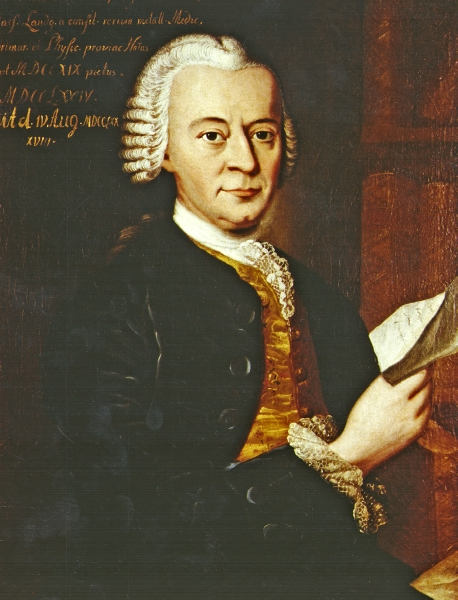
Johann Wilhelm Baumer
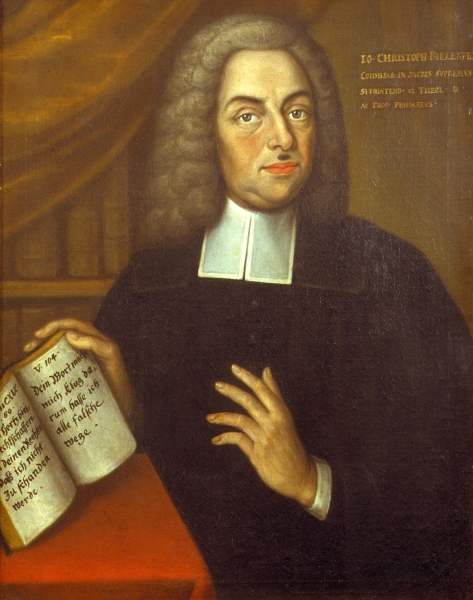
Johann Christoph Bielenfeld
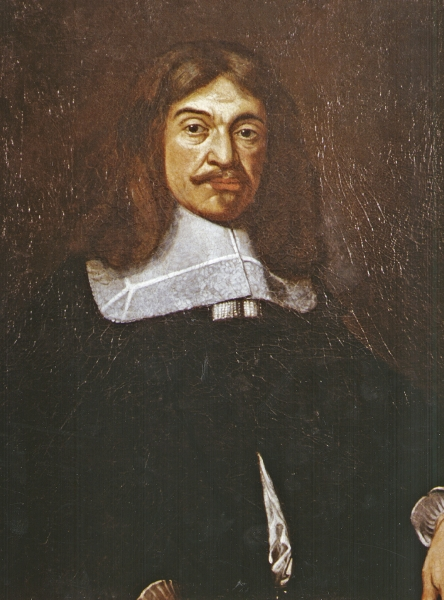
Jakob Le Bleu
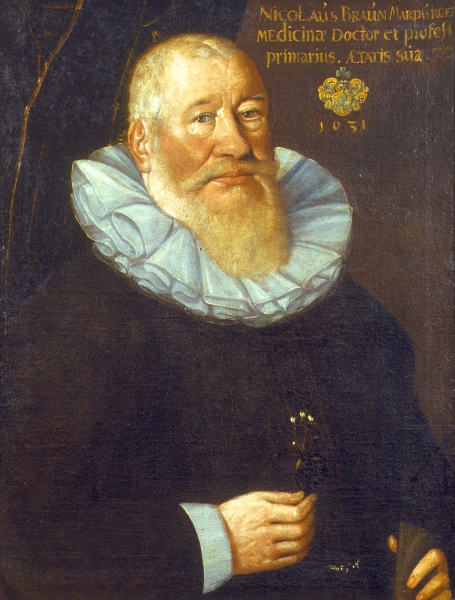
Nicolaus Braun
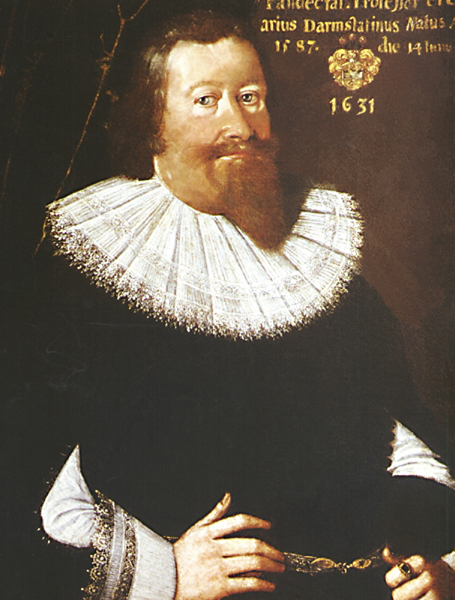
Johann-Breidenbach
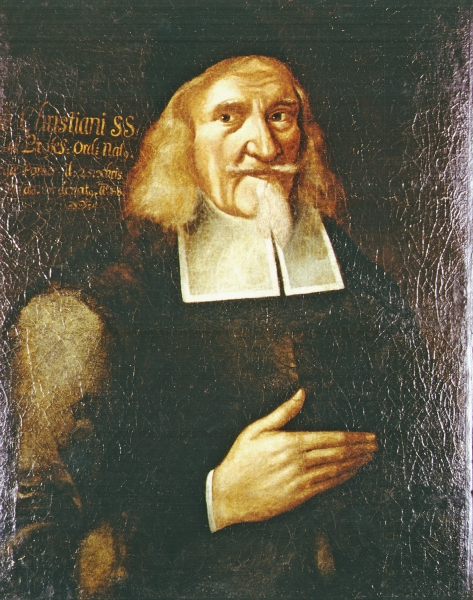
David Christiani
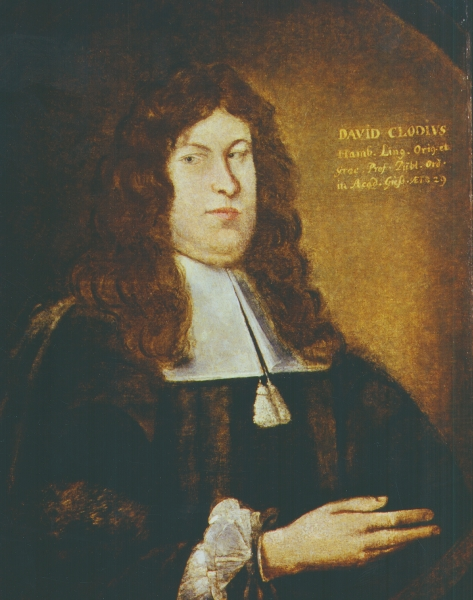
David Clodius
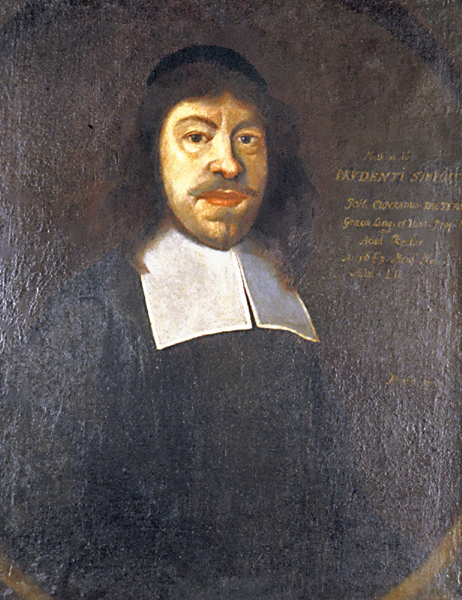
Johann Konrad Dieterich
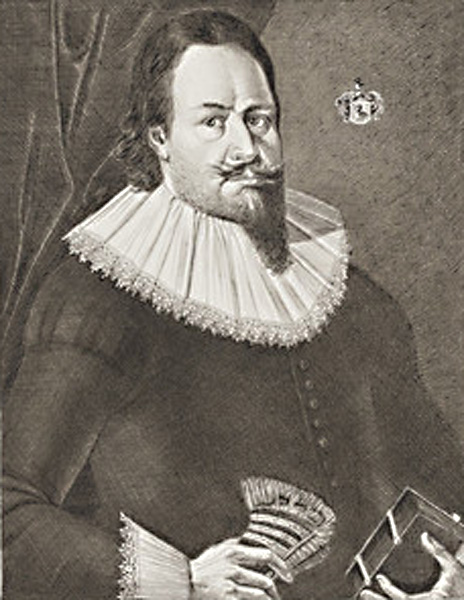
Kaspar Ebel
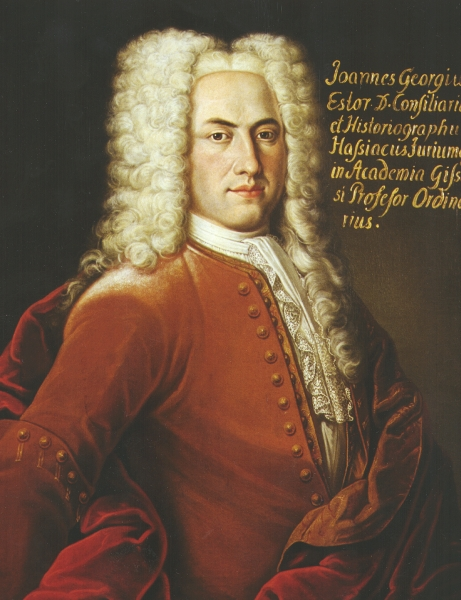
Johann Georg Estor
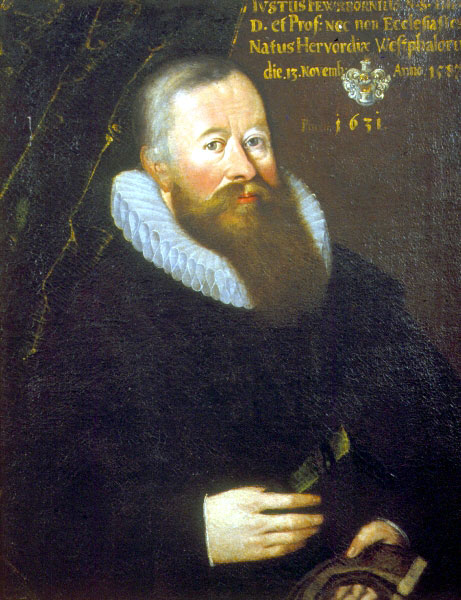
Justus Feuerborn
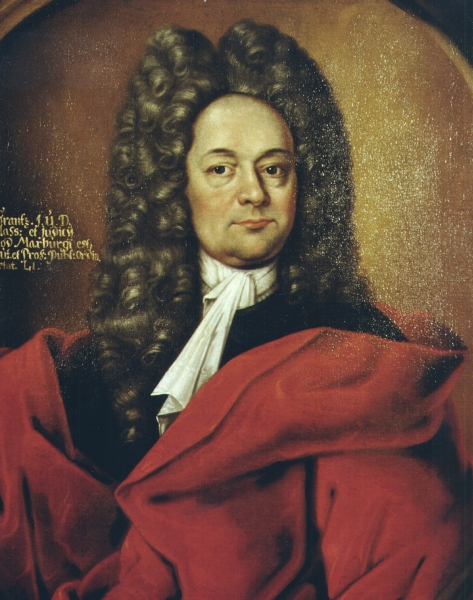
Lukas Frantz
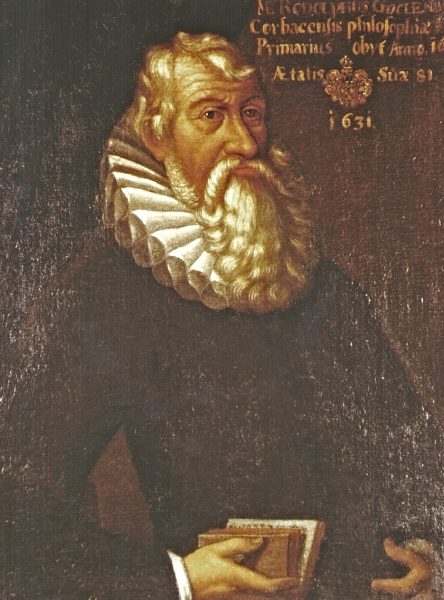
Rudolf Goclenius der Ältere
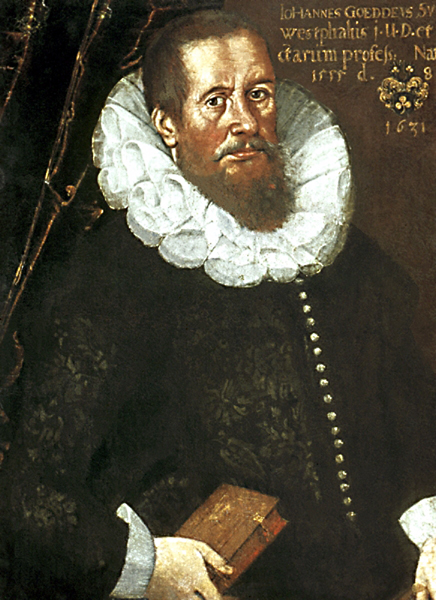
Johannes Goeddaeus
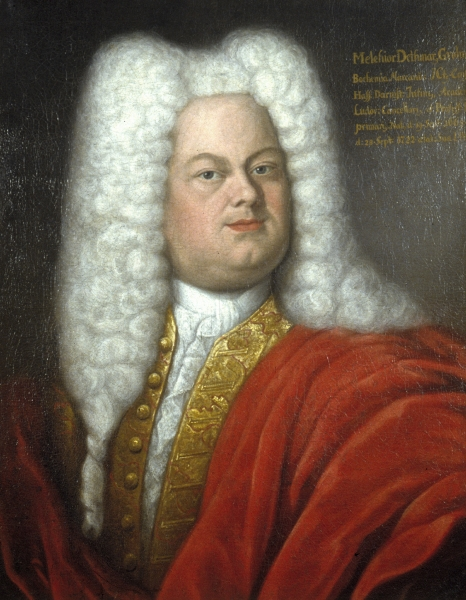
Melchior Dethmar Grolman
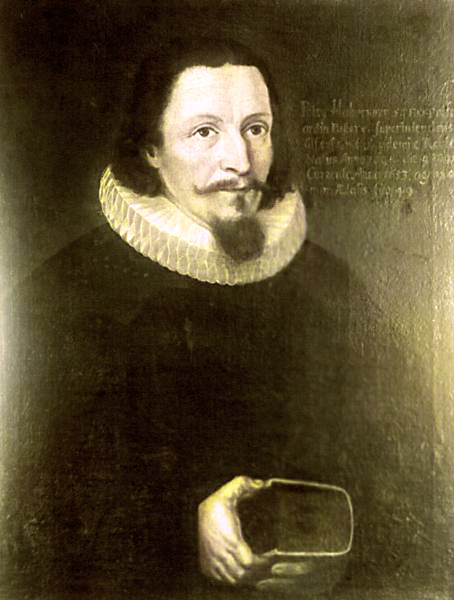
Peter Haberkorn
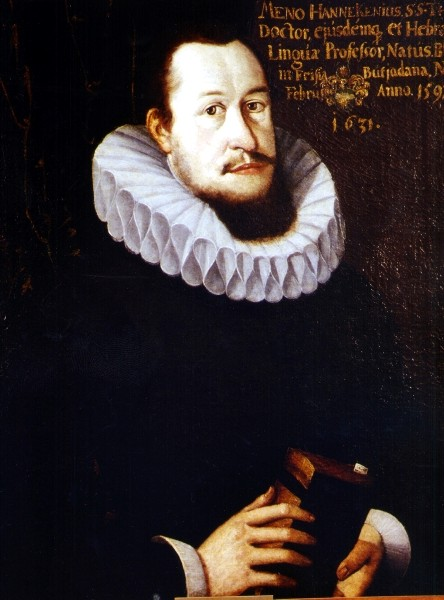
Menno Hanneken
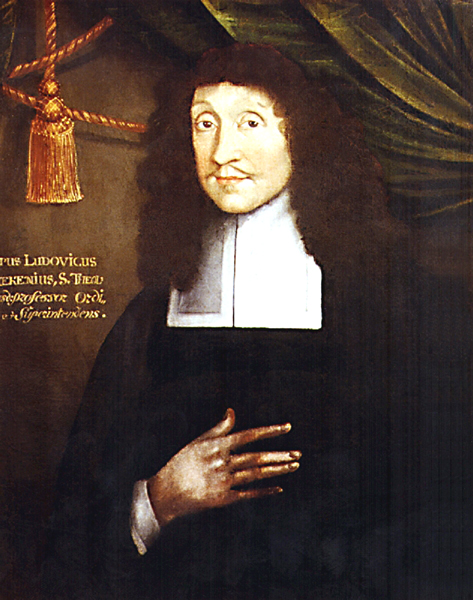
Philipp Ludwig Hanneken
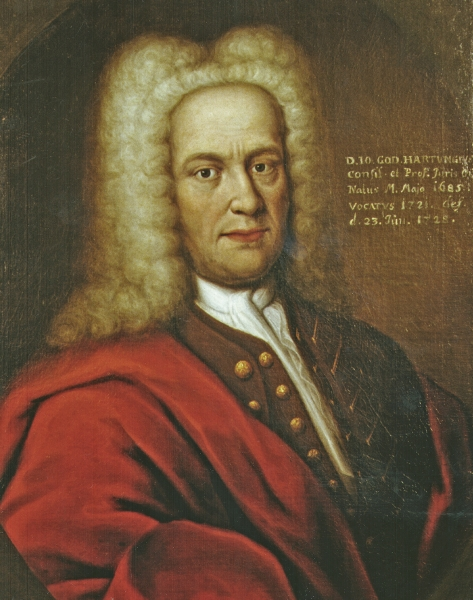
Johann Gottfried Hartung
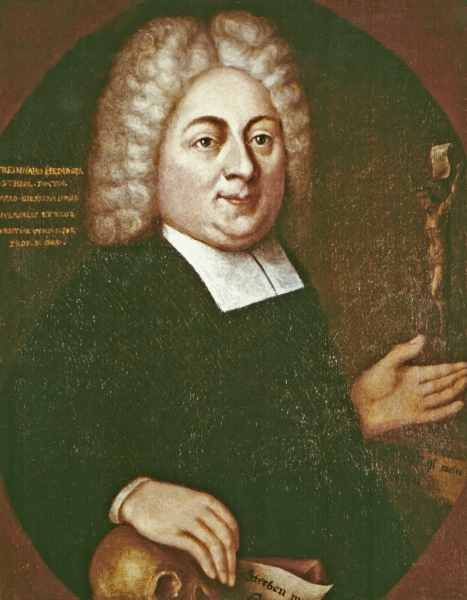
Johann Reinhard Hedinger
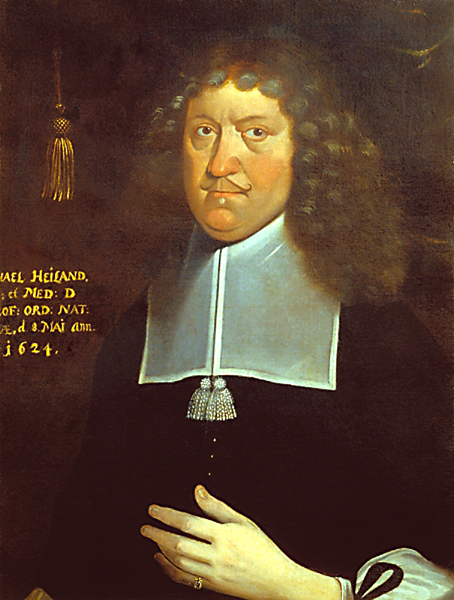
Michael Heiland
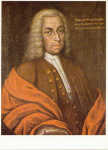
Friedrich Wilhelm Hensing
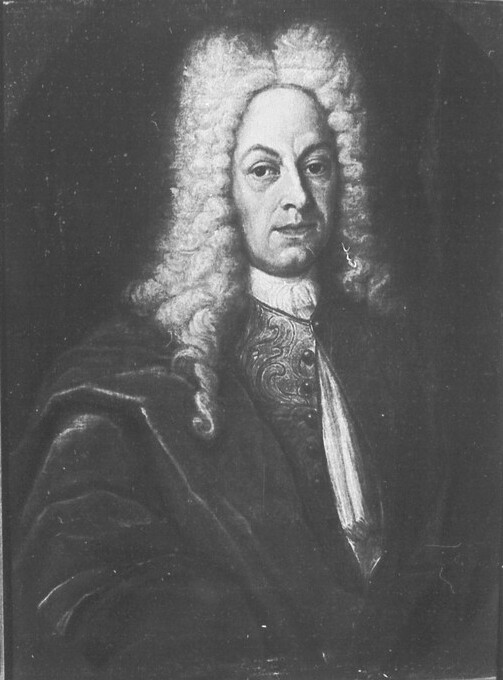
Johann Thomas Hensing
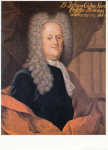
Johann Casimir Hert
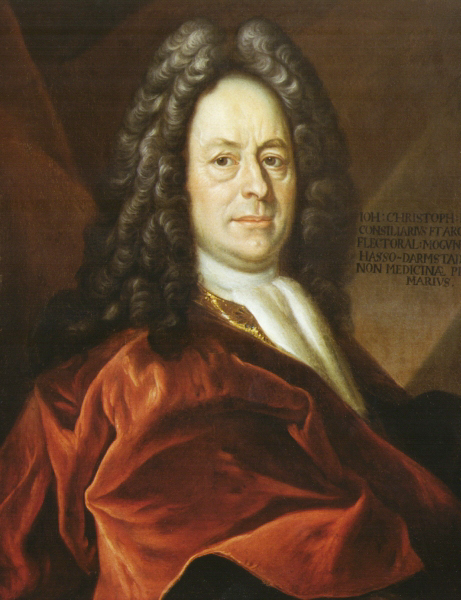
Johann Christoph Hert
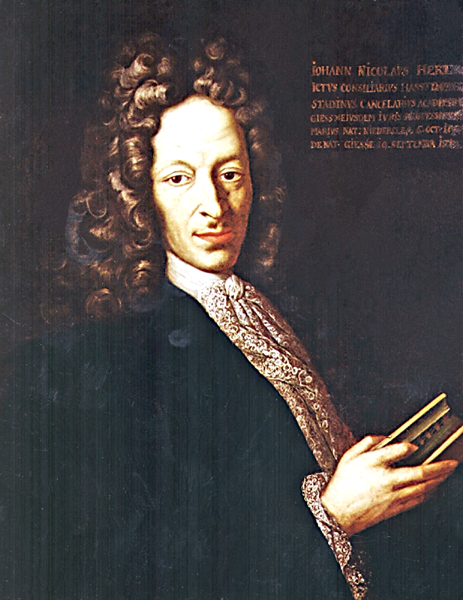
Johann Nikolaus Hert
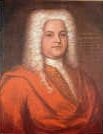
Ludwig Heinrich Leo Hilchen
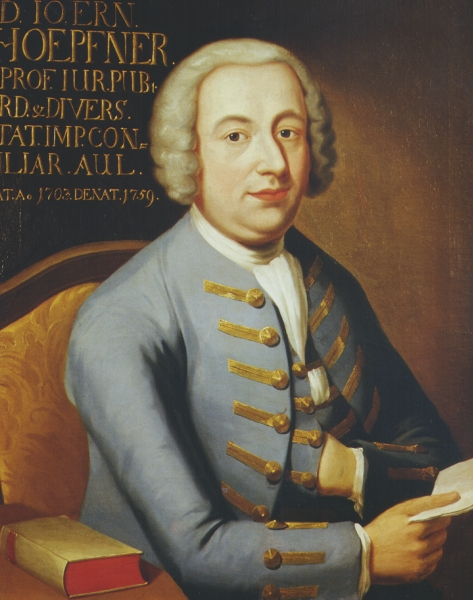
Johann Ernst Höpfner
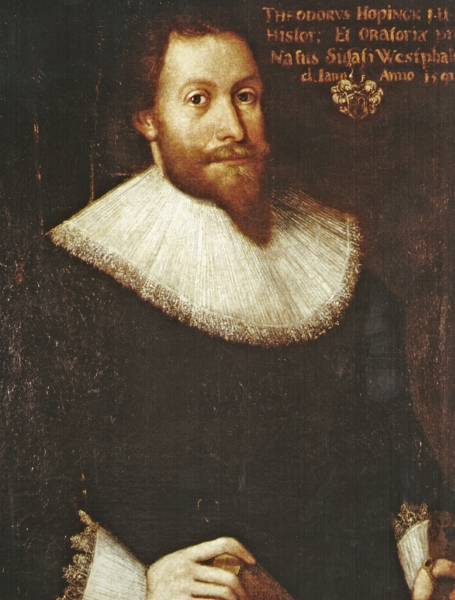
Theodor Höpingk
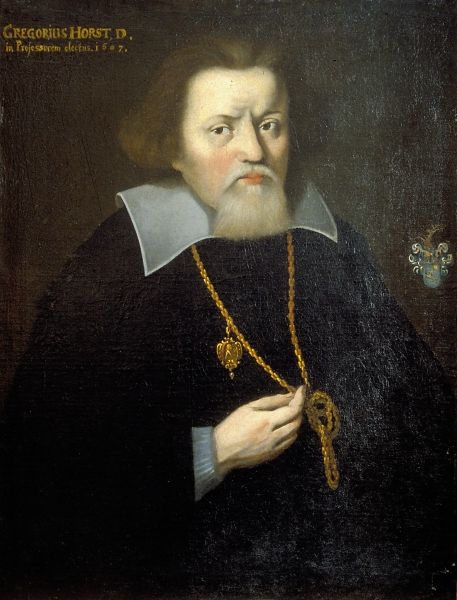
Gregor Horstius
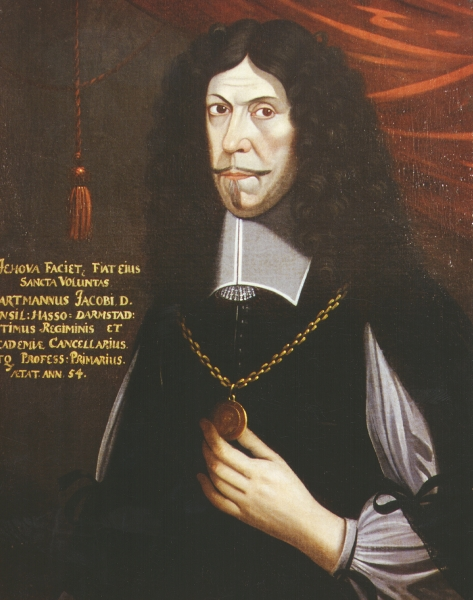
Hartmann von Jacobi
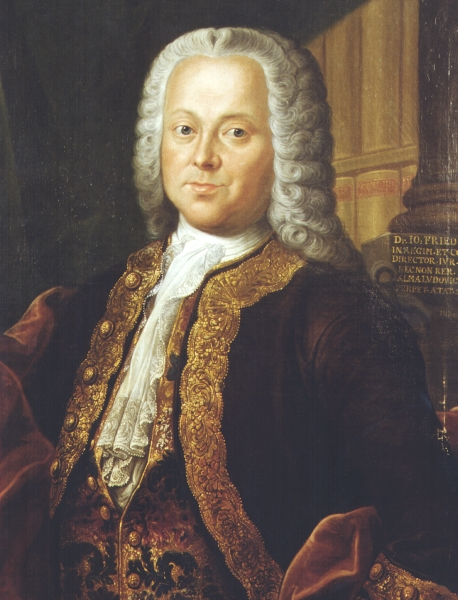
Johann Friedrich Kayser
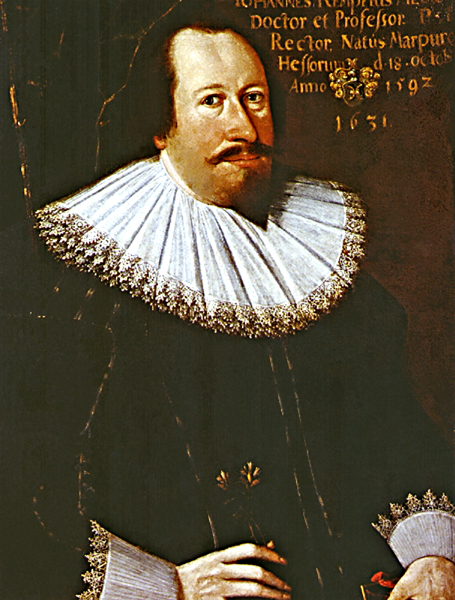
Johannes Kempf
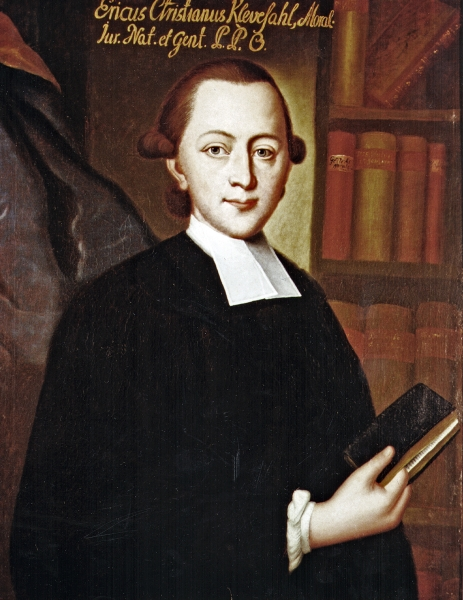
Erich Christian Klevesahl
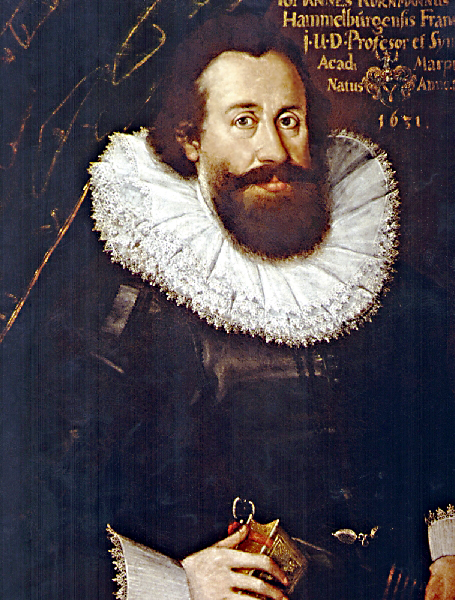
Johannes Kornmann
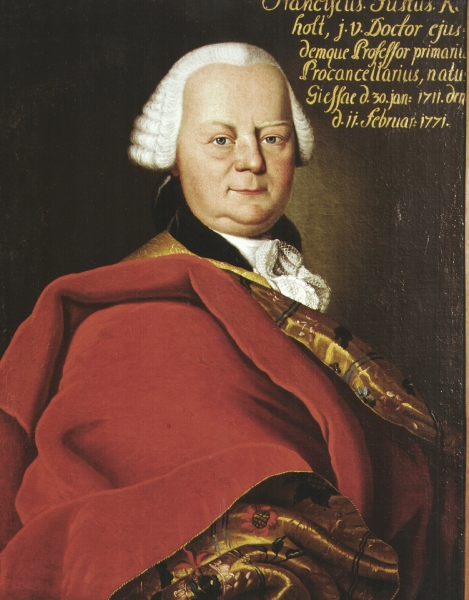
Franz Justus Kortholt
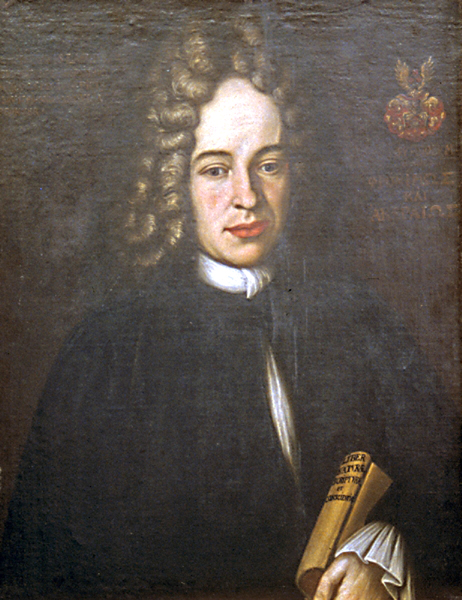
Johann Christian Lange
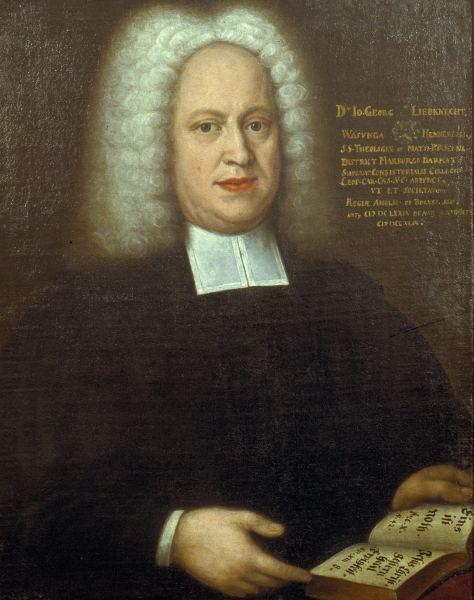
Johann Georg Liebknecht
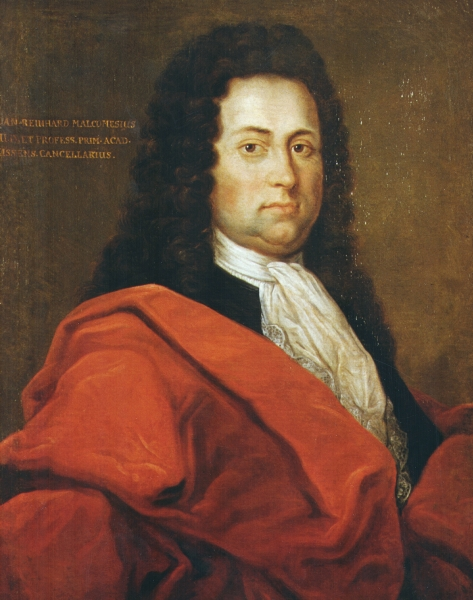
Johann Richard Malcomesius
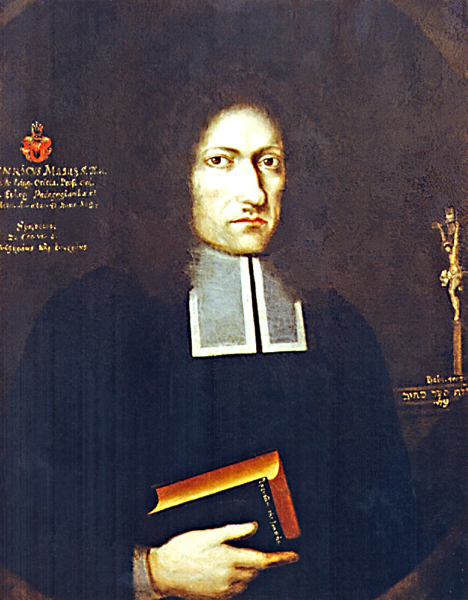
Johann Heinrich May der Ältere
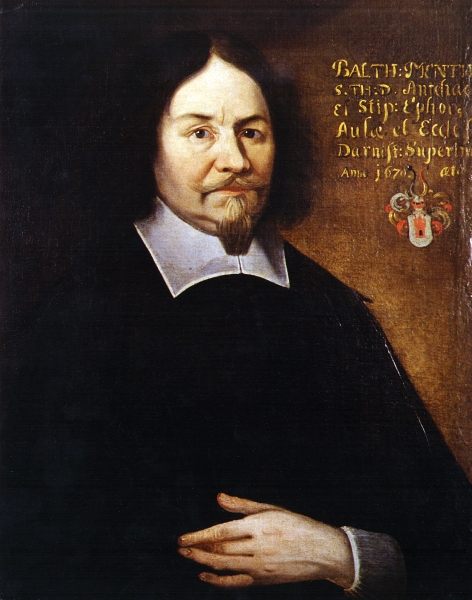
Balthasar Mentzer der Jüngere
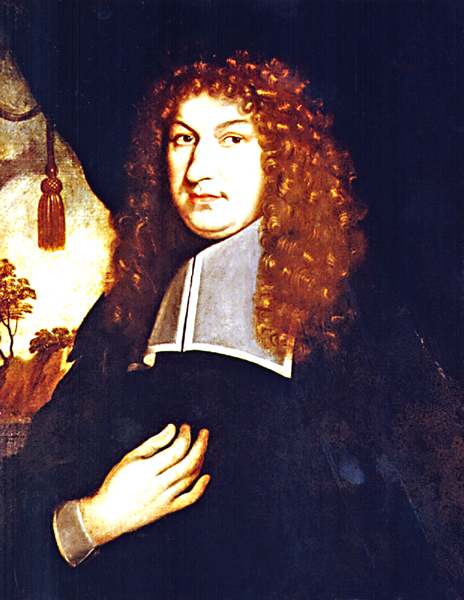
Balthasar Mentzer III
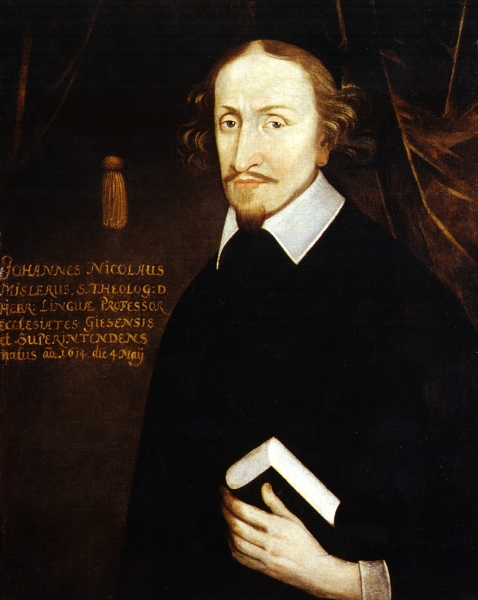
Johann Nikolaus Misler
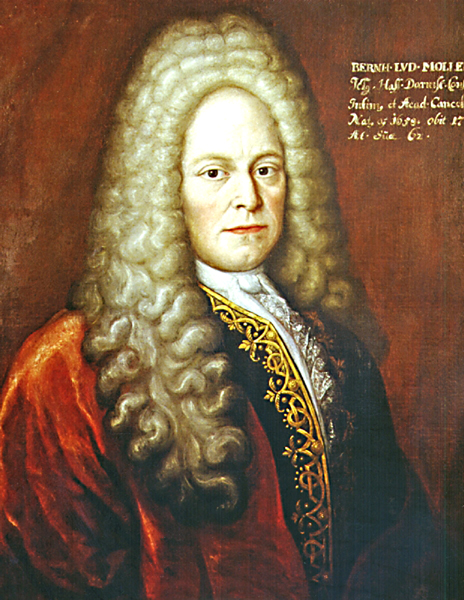
Bernhard Ludwig Mollenbeck
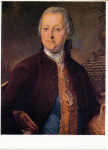
Gerhard Andreas Müller
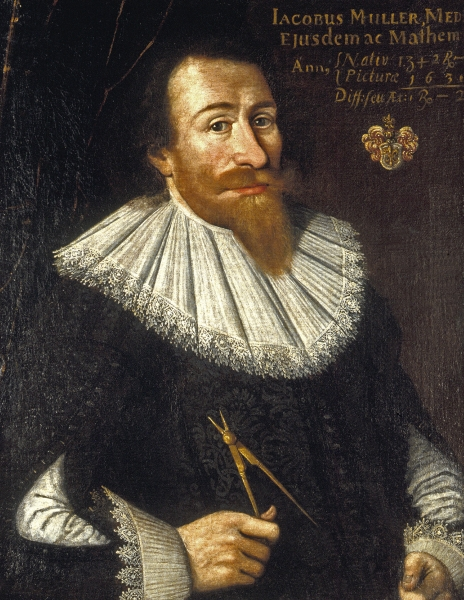
Jakob Müller
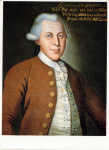
Christoph Ludwig Nebel
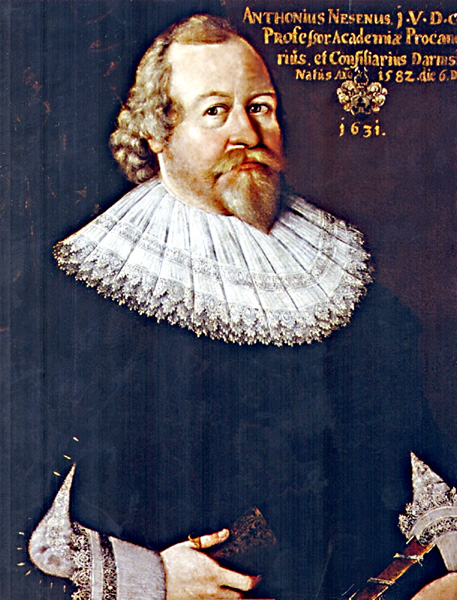
Anton Nesen
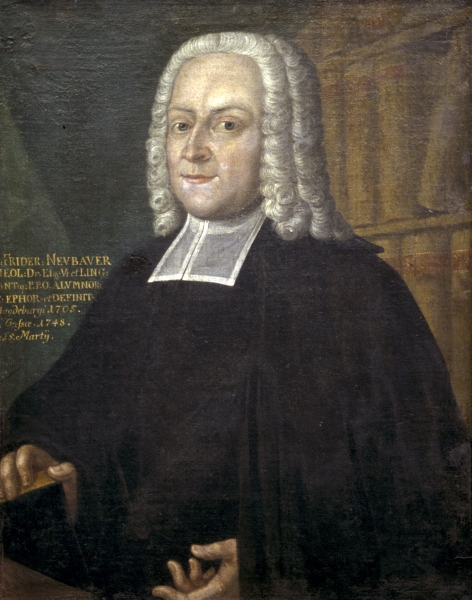
Ernst Friedrich Neubauer
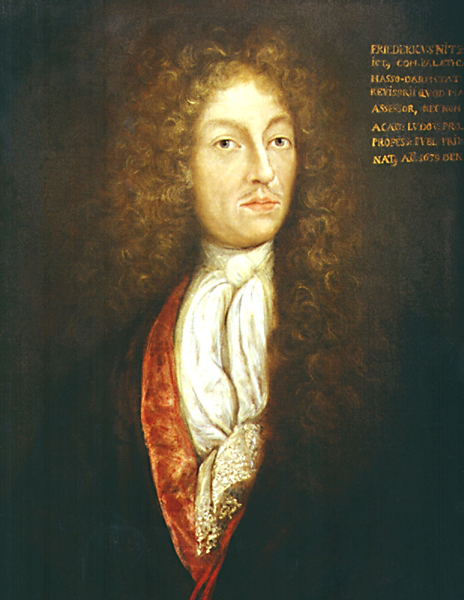
Friedrich Nitzsch
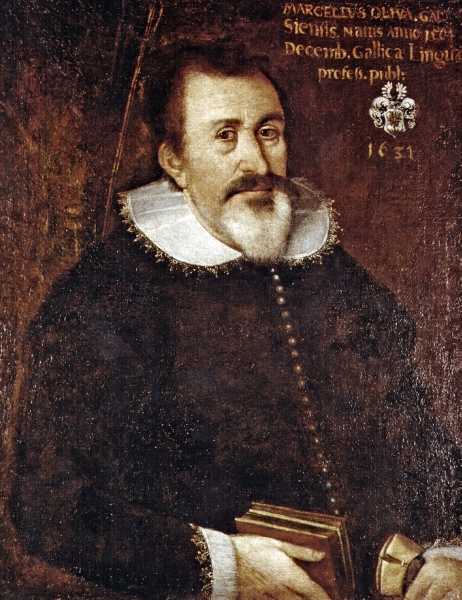
Stephan Marcellus Oliva
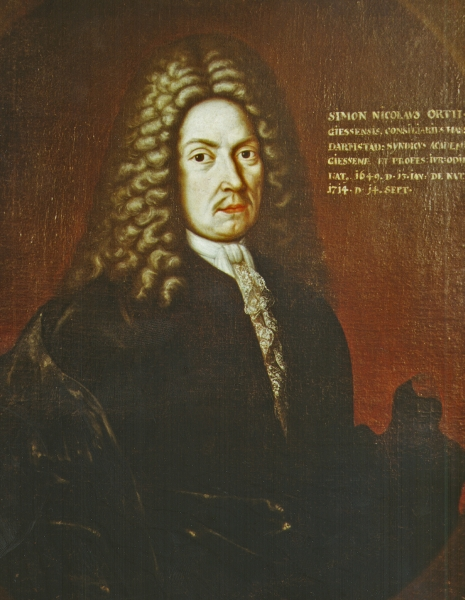
Simon Nikolaus Orth
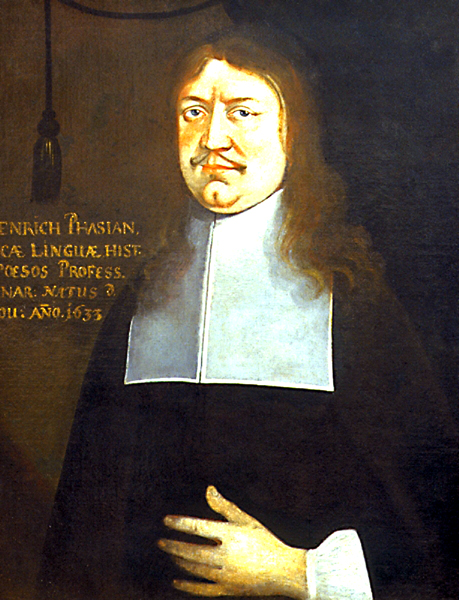
Heinrich Phasian
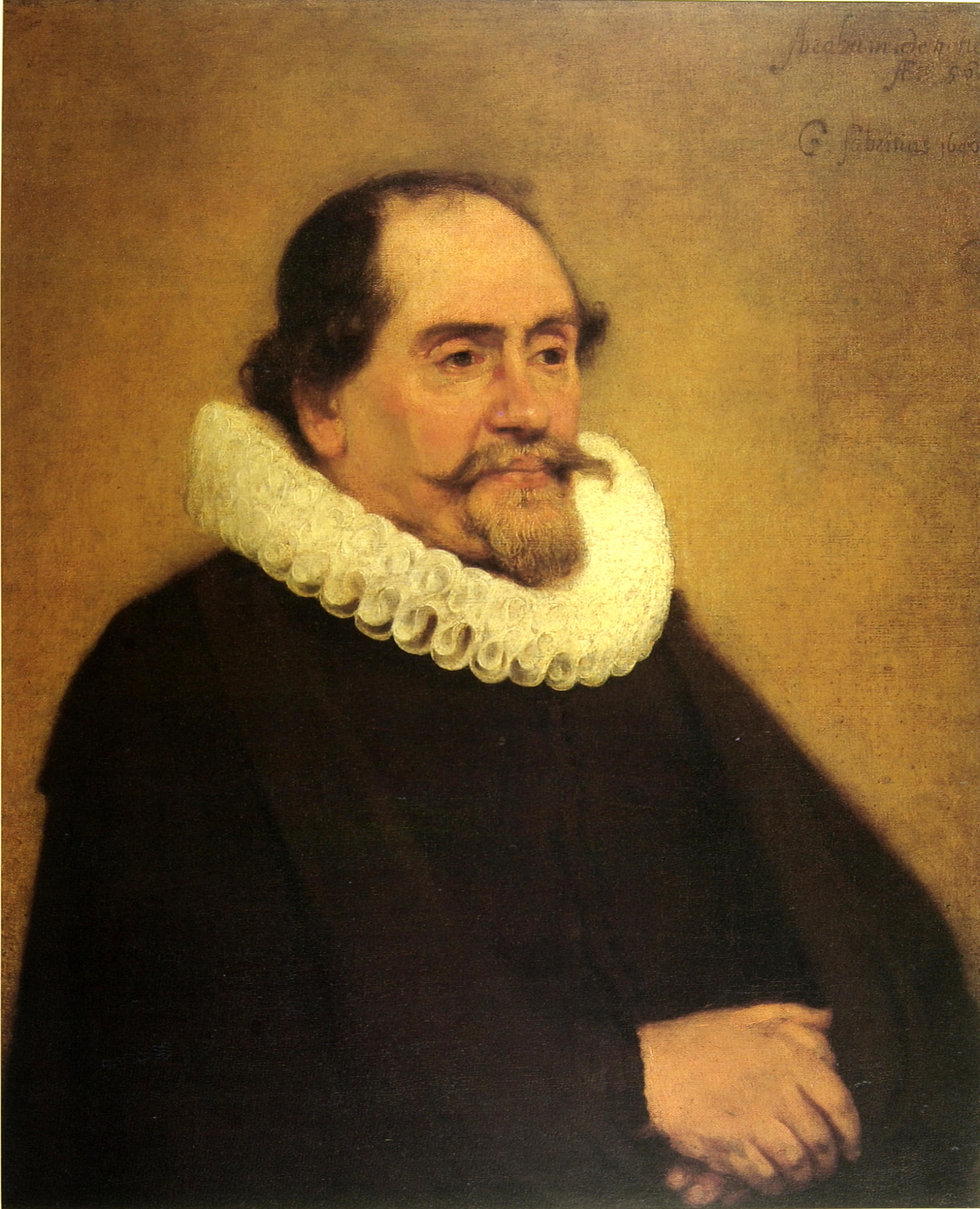
Abraham de Potter
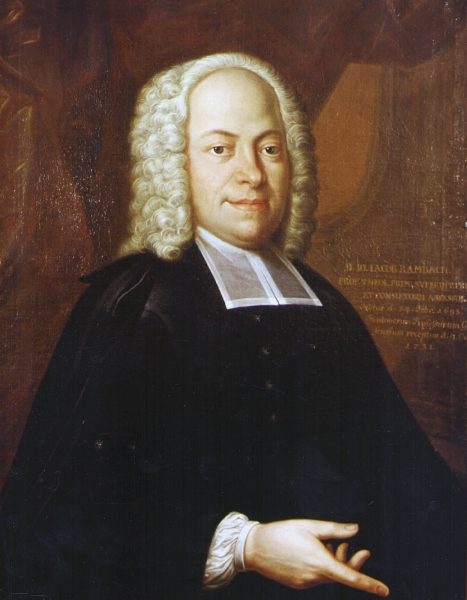
Johann Jakob Rambach
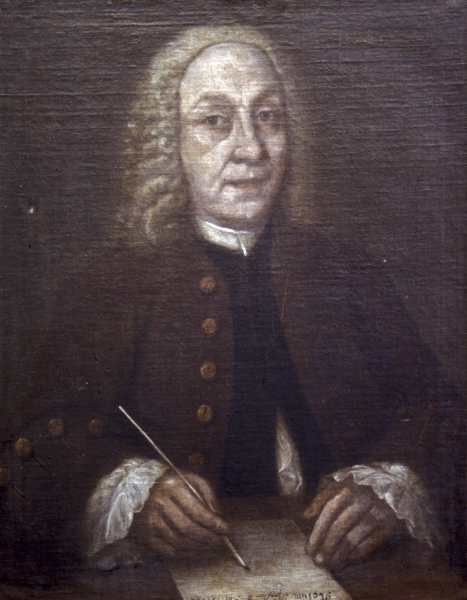
Hartmann Riedel
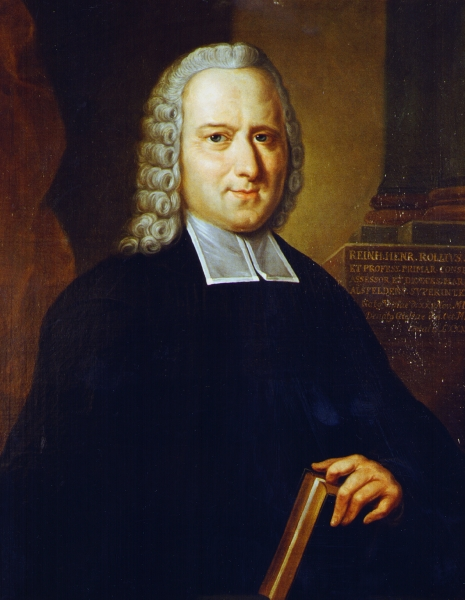
Reinhard Heinrich Roll
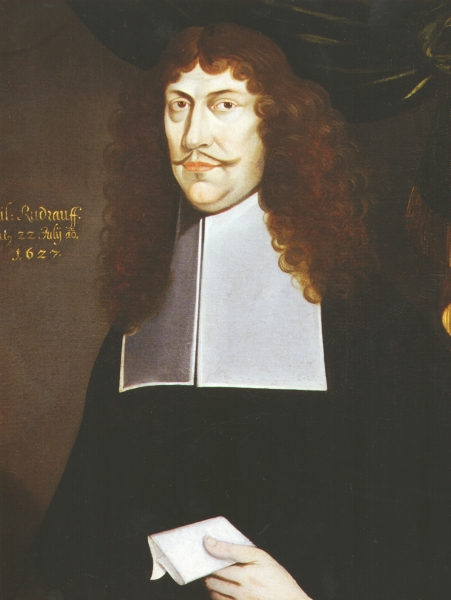
Kilian Rudrauff
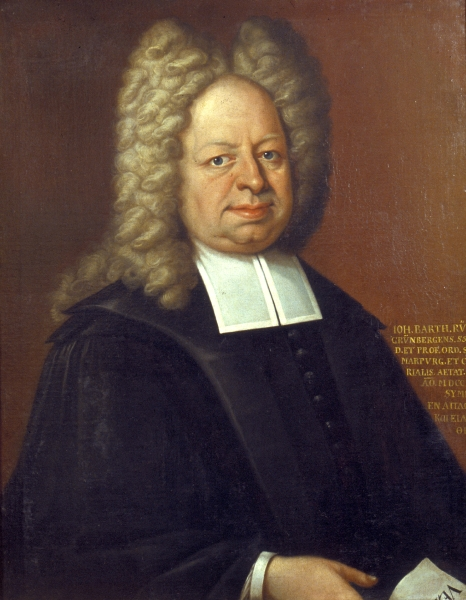
Johann Bartholomäus Rüdiger
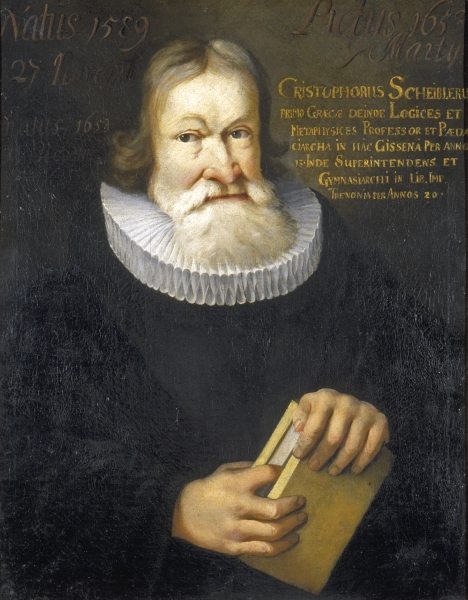
Christoph Scheibler
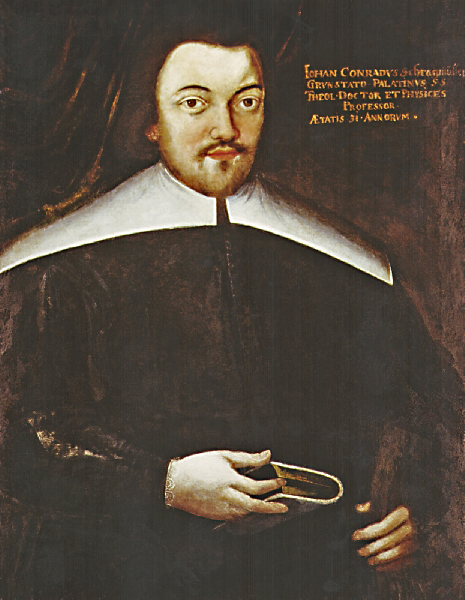
Johann Konrad Schragmüller
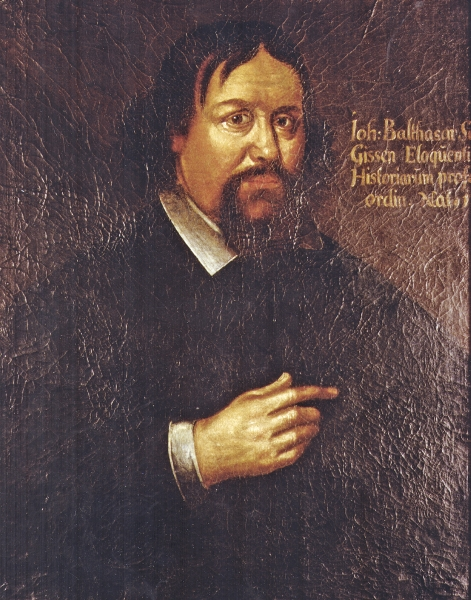
Johann Balthasar Schupp
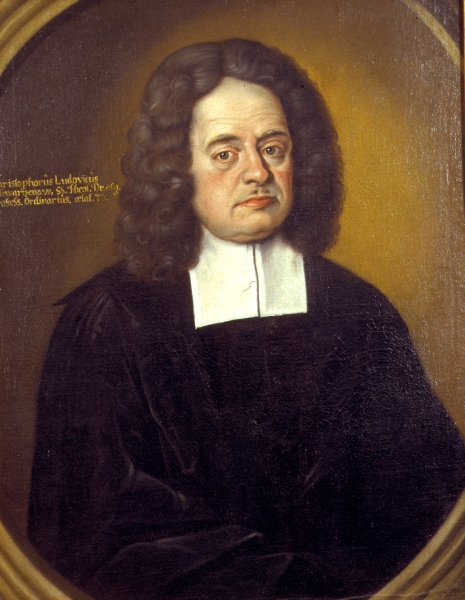
Christoph Ludwig Schwarzenau
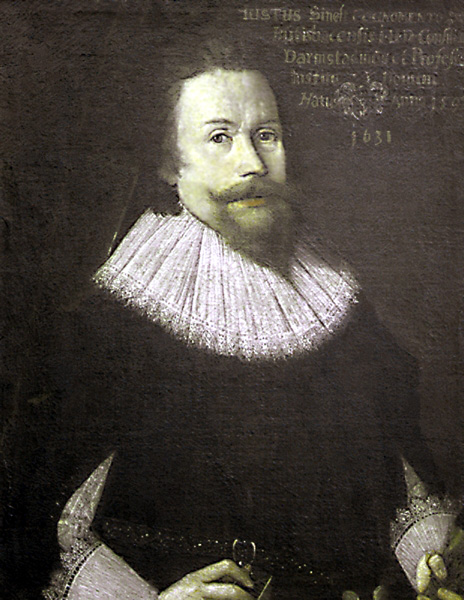
Justus Sinold
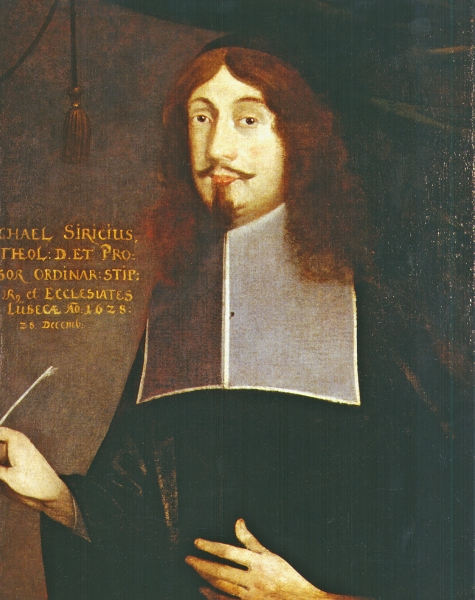
Michael Siricius
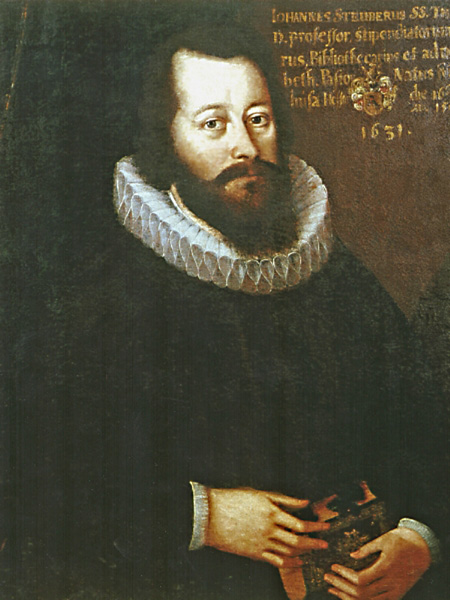
Johannes Steuber
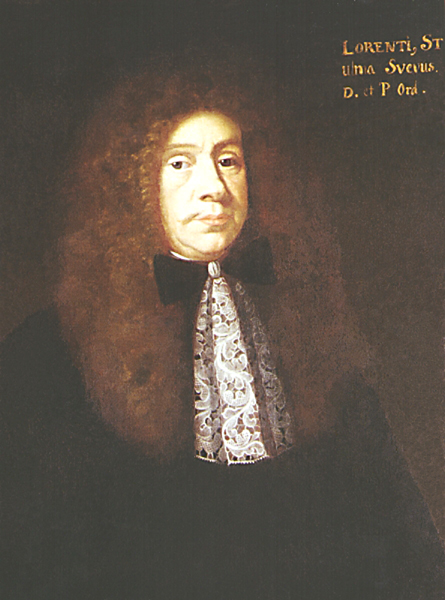
Lorenz Strauß
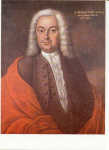
Gerhard Tabor
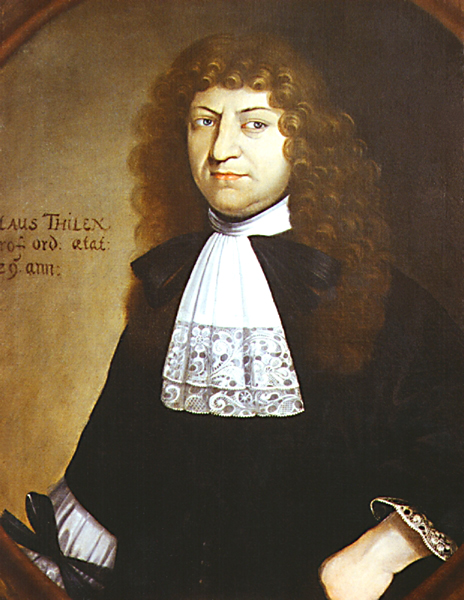
Nikolaus Thilenius
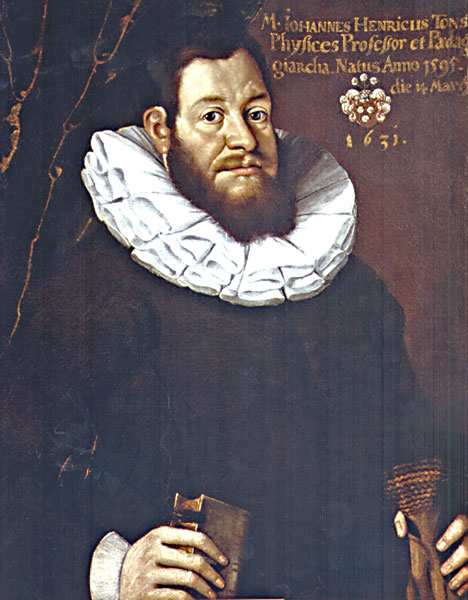
Johann Heinrich Tonsor
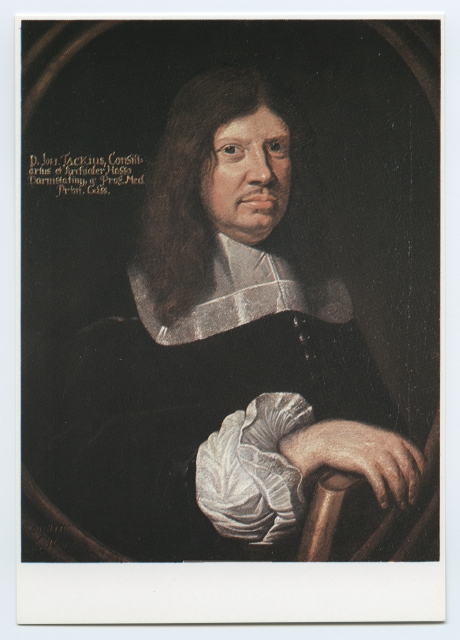
Johannes Tackius
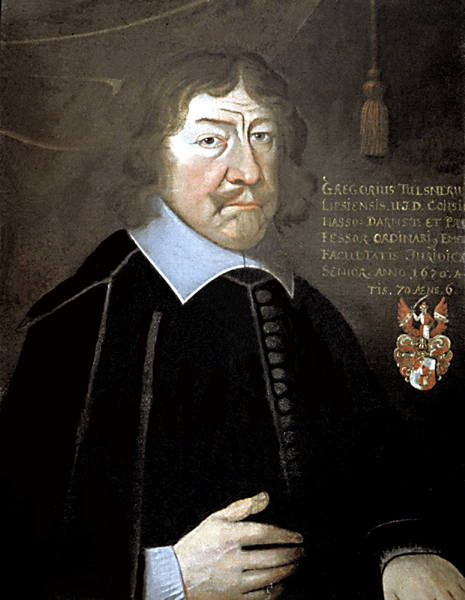
Georg Tulsner
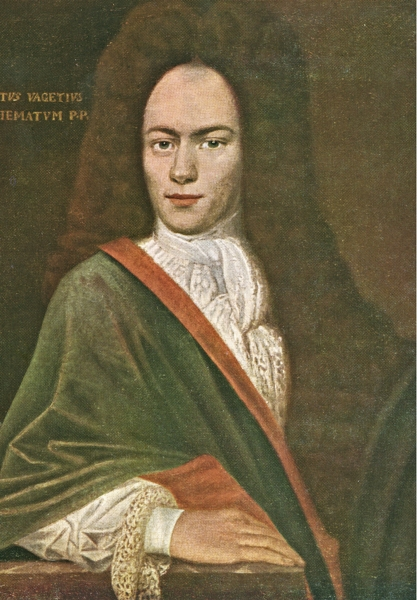
Augustin Vagetius
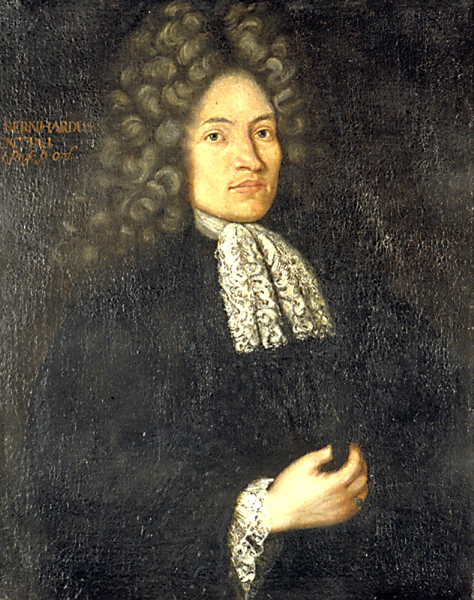
Michael Bernhard Valentini
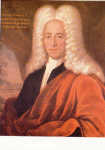
Johann Melchior Verdries
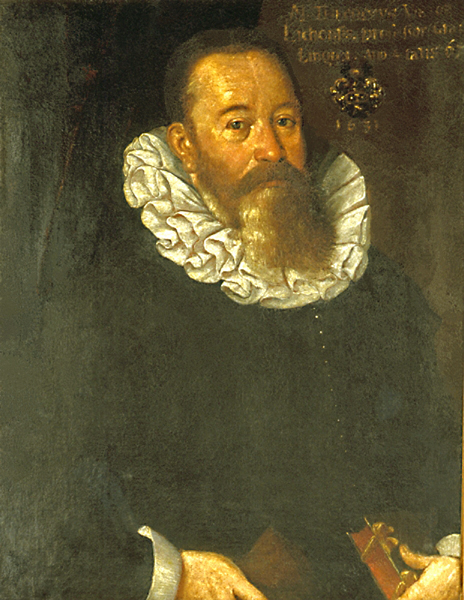
Theodor Viëtor
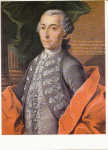
Johann Carl Voigt
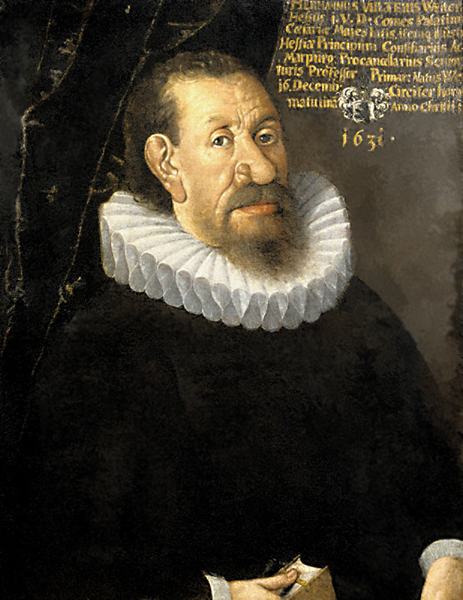
Hermann Vultejus
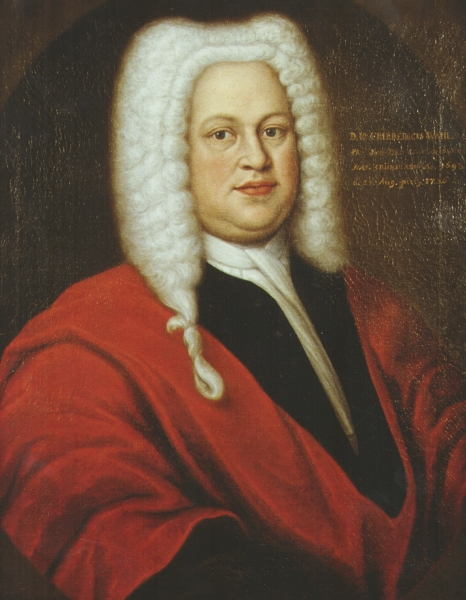
Johann Friedrich Wahl
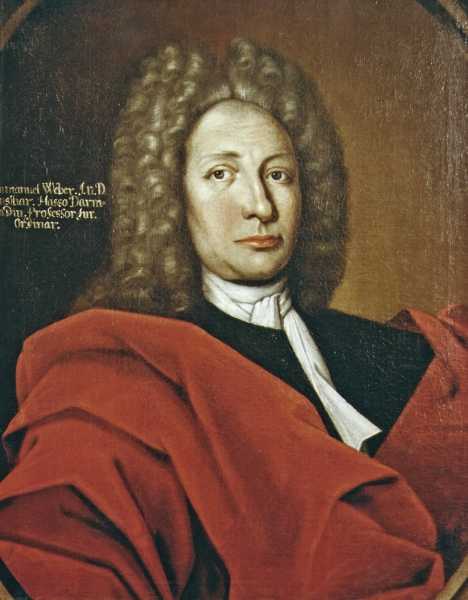
Immanuel Weber
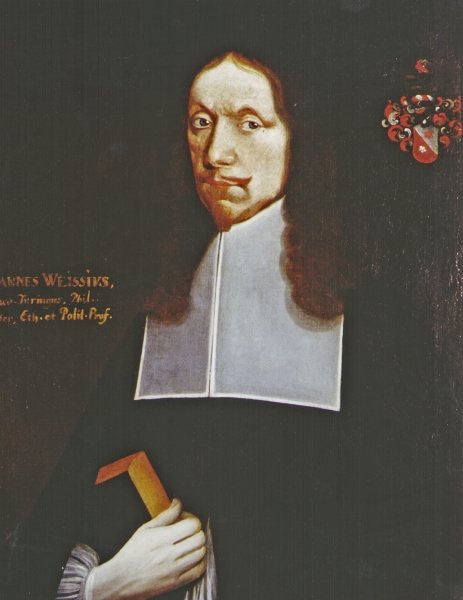
Johann Weiss
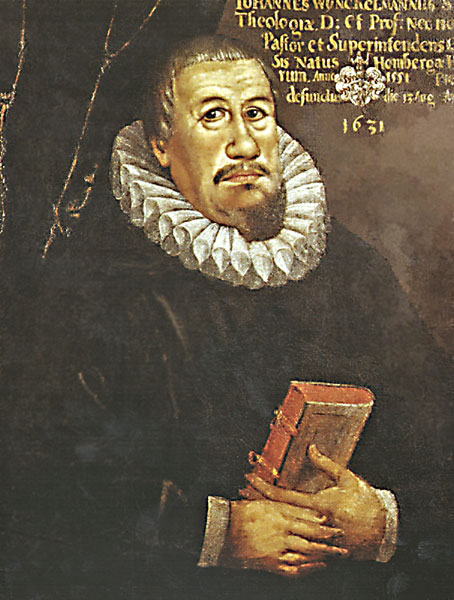
Johannes Winckelmann
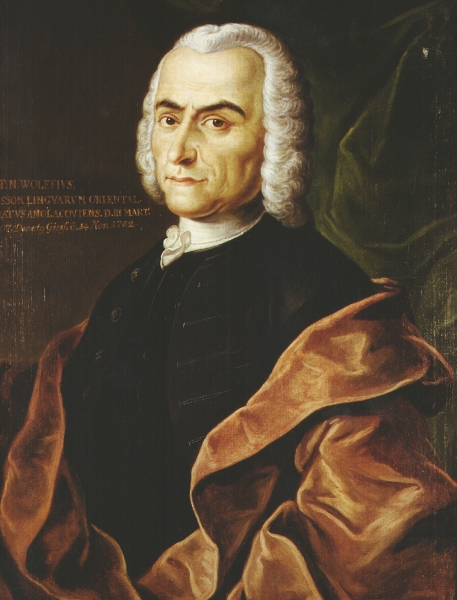
Philipp Nikolaus Wolf

## Maler
Nach einer Verordnung des Landgrafen Georg II. von Hessen-Darmstadt (1605–1661) hatte jeder neu berufene Professor die Hälfte der Kosten für sein „contrefait“ selbst zu zahlen, die andere Hälfte sollte die Universität übernehmen. Die Porträts wurden von folgenden Malern angefertigt:
- Johannes Balthasar (Baltzer) Becker 1631
- Friedrich Johann Ludwig Berchelmann (1729–1808)
- Johann Peter Engelhard (1659–1689)
- M. Kestner
- Johann Henrich Leuchter
- Christoph Maximilian Pronner (1682–1763)
- Johann Nikolaus Reuling (1697–1780)
- Johann Georg Wentzel